# Івата Кентаро
Кентаро Івата (яп. 岩田 健太郎, нар. 1971, префектура Сімане) — японський лікар, професор та експерт з інфекційних захворювань в Університеті Кобе.

## Кар'єра
Після закінчення медичного університету Сімане (сучасний медичний факультет Університету Сімане) у 1997 році Івата став лікарем-інтерном і працював у лікарні Тубу в префектурі Окінава. У наступному році він працював на посаді лікаря-інтерна в Рузвельтівській лікарні Святого Луки Колумбійського університету.
Івата розпочав працювати лікарем-терапевтом в лікарні «Маунт-Синай-Бет-Ізраель» у Нью-Йорку 2001 році. У 2004 році він повернувся до Японії та став співробітником медичного центру «Камеда», в якому його призначили керівником відділу інфекційних захворювань та головою служби комплексної медичної допомоги при інфекційних захворюваннях. З 2008 року він працював професором клінічного відділу Університету Кобе.

## Спалах COVID-19
Під час епідемії COVID-19 у Японії круїзний лайнер Diamond Princess перебував на карантині в порту Йокогама в Японії. Івата різко критикував заходи щодо ситуації з кораблем у двох широко поширених відео на YouTube, опублікованих 18 лютого. У відео він описав умови на карантині на Diamond Princess як «повністю хаотичні», і назвав корабель «млином COVID-19». Івата ненадовго отримав фізичний доступ до корабля, сказавши, що не помітив жодних заходів контролю за інфекцією. Після того, як його «вигнали» з корабля, а потім він добровільно залишився на карантині, він заявив, що «ми повинні щось зробити з цим круїзом. Ми повинні допомогти людям на кораблі». 20 лютого він сам видалив відео та сказав, що «нема потреби в подальшому обговоренні». Він також заперечував, що на нього чинили тиск з метою видалення відео.
У квітні 2020 року Івата висловив песимізмістичні сподівання, що літня Олімпіада може бути проведена в 2021 році.